# 香槐属
香槐属（学名：Cladrastis）是蝶形花科下的一个属，为落叶乔木植物。该属共有12种，分布于美洲和东亚。